# Teleajen
44°48′43″N 26°13′3″Ø / 44.81194°N 26.21750°Ø
Teleajen er en venstre biflod til floden Prahova i det sydlige Rumænien.   Dens kilder er i 1.754 meters højde i Ciucaș-bjergene, nord for Roșu-toppen og lokaliteten Cheia. Opstrøms fra dens sammenløb med Gropșoarele i Cheia kaldes den også Berea eller Cheița. Den løber gennem Cheia-hulen, ved byerne Vălenii de Munte og Boldești-Scăeni og byen Ploiești. Det løber ud i Prahova nær Palanca. Den er 122 km lang og har et afvandingsareal på 1.656 km2.

## Byer og landsbyer
Følgende byer og landsbyer ligger langs floden Teleajen, fra kilden til mundingen: Cheia, Măneciu, Homorâciu, Vălenii de Munte, Gura Vitioarei, Plopeni, Bucov, Dumbrava.

## Bifloder
Følgende floder er bifloder til Teleajen-floden (fra kilde til udmunding):
- Fra venstre: Pârâul Roșu, Pârâul Cucului, Gropșoarele, Pridvara, Brădetul, Pârâul lui Iepure, Pleșu, Valea Monteorului, Telejenel, Drajna, Gura Vitioarei, Bucovel
- Fra højre: Tigăile, Izvorul lui Manole, Bratocea, Babeș, Ciobu, Valea Neagră, Giumelnicu, Mogoșu, Stâna, Bobu, Carpen, Valea Popii, Valea Brusturei, Valea Orății, Valea Moviliț Marului, Crazy, Valea Moviliț Marului, Craig, Valea, Bough, St. Vărbilău, Telega, Dâmbu, Ghighiu, Pârâul Rece, Șoava, Leaotul